# Bierkampf
Bierkampf ist der Titel eines Films von Herbert Achternbusch von 1977.
Achternbusch ist Produzent und führt Buch und Regie. Er spielt selbst „Herbert“, der wiederum mit einer gestohlenen Uniform einen Polizisten spielt, der vermutlich eigentlich keiner ist.

## Handlung
Auf dem Münchner Oktoberfest (gedreht 1976) wandert dieser zunächst unsicher umher, verspürt aber bald den Respekt, den die Uniform erweckt, und beginnt sich zu betrinken und in einem Bierzelt (im Schottenhamel) Besucher des Oktoberfestes zu belästigen, indem er ihnen ihre Brezen stiehlt und aus ihren Maßkrügen trinkt.
Seine Frau (gespielt von Annamirl Bierbichler) ist währenddessen auf der Suche nach ihm und führt surreale Gespräche mit merkwürdig anmutenden Personen. Am Schluss des Films erschießt sich „Herbert“ aus Verzweiflung über sein Leben mit seiner Waffe.
Der Film ist vor allem dadurch bemerkenswert, dass die zahllosen realen angetrunkenen, schunkelnden Besucher des Oktoberfestes zu unfreiwilligen Darstellern in Achternbuschs Film werden:
Ihre Wut über die gestohlenen Brezen ist nicht gespielt und wird vom Alkoholpegel noch befeuert, teilweise versuchen Bierzeltgäste mit Achternbusch, dessen Uniform sowieso schon mehr als derangiert aussieht, eine Schlägerei zu beginnen.
Andere blicken ihn nur fassungslos an oder klopfen ihm kumpelhaft auf die Schulter. Dokumentierte Realität und Spielfilmhandlung wechseln ständig in merkwürdiger Weise. Am Ende spüren der bestohlene Polizist und sein Kollege den falschen Polizisten auf.

## Rezeption
Der Film gilt als einer der unterhaltsamsten Filme Achternbuschs. Der Kinostart war am 4. März 1977.